# Craig Sheffer
Graig Sheffer (* 23. dubna 1960, York, Pensylvánie) je americký herec, režisér a producent. Proslavil se díky rolím Aarona Boona v hororu Clivea Barkera Plod noci (1990), Normana Macleana v dramatu Roberta Redforda Teče tudy řeka (1992) a Keithe Scotta v seriálu One Tree Hill.

## Kariéra
V různých seriálech se začal objevovat od počátku osmdesátých let, svojí první hlavní roli dostal v muzikálu Voyage of the Rock Aliens (Odyssea rockových mimozemšťanů) (1984). Záhy následovali filmy Fire with fire (1986), Báječná chvíle (1987) či Rozhodující úder (1988).
Po klíčové rolích v hororu Plod noci a dramatu Teče tudy řeka se začal objevovat jak ve filmech slavných tvůrců (Program (1993) D. S. Warda a Křídla odvahy (1995) Jeana-Jaquese Annauda), tak v klasických komerčních snímcích (Oheň v oblacích (1993), Amazonka v plamenech (1993), Duel v poušti (1994), Ve jménu cti (1995), Hlava nad vodou (1996) či Stín pochybnosti (1998)).
Od konce devadesátých let se objevuje jak v béčkových produktech (Turbulence 2: Strach z létání (1999), Turbulence 3: Heavy Metal (2001), Vlkodlak: zabijácký virus (2013)), tak i v poměrně přijatelných snímcích (Dracula 2: Vzkříšení (2003), Svědkem zločinu (2008), Láska krvácí (2008), Veterán (2012), Ochránce spravedlnosti (2016)) a nadprůměrných kusech (Hellraiser: Inferno (2000), Jako za starejch časů (2012)).
Objevil se též v seriálech One Tree Hill, Na Západ, Myšlenky zločince, Closer: Nové případy, Mentalista, Kriminálka Las Vegas či Agentura Jasno.
Kromě herectví se věnuje i jiným filmovým odvětvím, roku 2008 natočil komedii Americká gangsterka a například produkoval známý akční snímek Demolition Man (1993).